# Alà (Sardenya)
Alà (italià Alà dei Sardi) és un municipi italià, dins de la província de Sàsser. L'any 2007 tenia 1.940 habitants. Es troba a la regió de Montacuto. Limita amb els municipis de Berchidda, Bitti (NU), Buddusò, Monti, Olbia, Oschiri i Padru. Comprèn les fraccions de Badde Suelzu, Mazzinaiu, S'iscala Pedrosa i Sos Sonorcolos.

## Administració
| Període | Identitat          | Partit        |
| ------- | ------------------ | ------------- |
| 2005-   | Francesco Pitzalis | Llista Cívica |